# Callonychium minutum
Callonychium minutum är en biart som först beskrevs av Heinrich Friese 1906.  Callonychium minutum ingår i släktet Callonychium och familjen grävbin. Inga underarter finns listade.